# 창원과학체험관
창원과학체험관(Changwon Science Center)은 하이테크적 이미지를 강조한 본관에 상설전시관인 2층은 사이언스스테이션으로 기초과학존, 생명과학존, 기계소재존, 환경과 에너지존으로 위치해 있으며, 3층은 시민안전체험관으로 구성되어 있다.
과학문화 확산을 위한 교육프로그램과 자체 제작한 3D프린터를 활용한 교육, 아두이노 교육 등 과학체험관에서 체험과 배움을 동시에 즐길 수 있는 곳이기도 하다.
특히 바람, 진동 등을 느낄 수 있는 특수영상관과 15m 돔 안에서 영상을 볼 수 있는 플라네타륨은 관람객들에게 큰 호응을 얻고 있다. 전시품 90% 이상이 체험, 참여형으로 전국 어디에서도 볼 수 없는 창원과학체험관의 특색인 전시물을 구비하고 있다.

## 이용안내

### 관람시간
- 10:00~18:00(발권 및 입장 마감시간 17:00)
- 휴관일 - 매주 월요일(공휴일과 겹치는 경우 익일)
- 1월 1일, 설날 및 추석당일

### 관람료
| 대상자         | 개인    | 단체(20인 이상) | 특수영상관 | 플라네타륨 | 비고                               |
| -------------- | ------- | --------------- | ---------- | ---------- | ---------------------------------- |
| 성인           | 3,000원 | 2,500원         | 2,000원    | 2,000원    | 20세 이상~65세 미만                |
| 청소년 및 군인 | 2,500원 | 2,000원         | 1,500원    | 1,500원    | 14세 이상~20세 미만 하사 이하 군인 |
| 어린이         | 2,000원 | 1,500원         | 1,500원    | 1,500원    | 8세 이상~14세 미만 (초등학생 포함) |

미취학 아동 및 영유아 전시실 관람료 면제. 영상관은 유료(어린이요금적용)
- 전시실 관람료 면제를 위해서는 관련증빙서류가 반드시 지참되어야 한다.
  - 미취학아동 및 영·유아
  - 65세 이상의 노인
  - 단체 인솔자, 미취학아동 및 영·유아 10명이상 인솔자
  - 「국가유공자 등 예우 및 지원에 관한 법률」에 따른 국가유공자
  - 「독립유공자예우에 관한 법률」에 따른 독립유공자
  - 「참전유공자예우 및 단체설립에 관한 법률」에 따른 참전유공자
  - 「국민기초생활 보장법」에 따른 수급자
  - 「장애인복지법」에 따른 장애인(1급부터 3급까지인 장애인은 보호자 1명 포함)
  - 세자녀 이상의 자녀를 둔 다자녀 부모와 그 자녀
  - 「한부모가족지원법」제5조와 제5조의2에 따른 한부모와 그 자녀
  - 「창원시 외국인주민 및 다문화가족 지원 조례」의 적용을 받는 다문화가족의 부모와 그 자녀

| 교통 | 창원종합운동장에서 하차     | 창원문성대학 또는 충혼탑에서 하차         |
| ---- | --------------------------- | ----------------------------------------- |
| 버스 | 102,103,109,113,212,703,710 | 10,11,12,13,14,30,101,111,116,213,502,704 |

## 전시

### 상설전시

#### 사이언스스테이션(2층)
- 기초과학Zone
  - 지구와 자연 현상 원리 체험
  - 이론과 실험
  - 스포츠 과학 원리
  - 생활 속 과학 원리
  - 지진체험관
- 생명과학Zone
  - 몸속 우주
  - 게놈 프로젝트
  - 생명공학의 발전
  - 뇌과학
  - 나노 바이오텍
- 환경에너지Zone
  - 전력의 전달
  - 에너지 절약
  - 연료전지
  - 가스 하이드레이트
  - 수소에너지
  - 전자유체 발전/핵융합발전
  - 바이오에너지
- 기계소재Zone
  - 소재의 종류
  - 신소재
  - 춤추는 로봇
  - 아두이노

#### 특수영상관 (4D 입체영상관)
- 짜릿하고 신나는 시뮬레이터에 탑승해서 즐기는 특수영상관
- 눈앞에서 펼쳐지는 4D입체영상을 보면서 우주로 신기한 여행을 떠나는 공간

#### 플라네타륨
- 돔 영상으로 보는 우주영상과 별자리 여행
- 천체돔에 투영되는 영상과 강력한 서라운드 입체음향

## 근처에 볼만한 곳
- 창원종합운동장 - 실내수영장, 경륜장 등이 있다.
- 창원컨벤션센터 - 전시장 및 회의시설을 갖춘 시설이다.
- 창원수목원 - 14개의 테마원과 전시관 및 선인장 온실, 벽천분수, 연못, 쉼터 등의 조경시설로 구성되어 있다.